# John Murra
John Victor Murra, nacido Isak Lipschitz (Odesa, 24 de agosto de 1916 – Nueva York, 16 de octubre de 2006) fue un etnohistoriador ucraniano nacionalizado estadounidense, estudioso de las sociedades de la Civilización Andina y uno de los creadores del concepto de "control vertical de un máximo de pisos ecológicos" o archipiélago vertical, que realizó simultáneamente (pero de manera separada) con Ramiro Condarco Morales. 

## Vida
Nacido en una familia judía proletaria, John Murra vivió sus años de primera juventud en Rumania. Allí, motivado por un ambiente con estímulo a las vocaciones literarias, obtuvo trabajo como cronista deportivo de un diario local con solo quince años. A los diecisiete, tradujo la trilogía U.S.A. de John Dos Passos. 
Murra perteneció a las juventudes de la Social Democracia, por lo que fue expulsado del liceo donde estudiaba cuando cursaba el último año. Llevado por su padre, trabajó en las fábricas de papel de Croacia. Entre 1933 y 1934 fue detenido varias veces por su filiación marxista. En 1935 huye a Chicago donde estudió sociología en la Universidad de Chicago, disciplina con la que se gradúa en 1936. Ese año se enroló en el batallón Abraham Lincoln de las Brigadas Internacionales que combatió en defensa de la legalidad republicana en la guerra civil española (1935-1939).
Regresa a Chicago, donde a inicios de los años cuarenta se dedica al estudio de los aborígenes norteamericanos. En 1943, Donald Collier y Wendell C. Bennett, en el marco de una investigación sobre grupos indígenas de Ecuador, lo contactan con fuentes documentales de etnohistoria andina. A partir de allí inicia sus estudios sobre el área andina.
Fue profesor en las universidades de Chicago, Vassar, Puerto Rico, Yale, Universidad Nacional Mayor de San Marcos en Perú, y Cornell de donde fue profesor emérito. También fue Presidente del Instituto de Investigación Andina.

## Obra y bibliografía
Murra ha sido autor de los ya clásicos The Economic Organization of the Inca State (1956), Formaciones económicas y políticas del mundo andino (1975), entre muchos otros, y corresponsable de la edición crítica de la Nueva crónica y buen gobierno de Guamán Poma de Ayala junto con Rolena Adorno y Jorge Urioste en 1980. 
En la presentación de una obra en homenaje a John Murra, los compiladores relatan que su tesis de doctorado sobre economía del Estado incaico tenía influencia de los estudios funcionalistas británicos de los reinos africanos, pero que su interés no estaba en la estructura del Tawantinsuyu, sino en la sociedad campesina. Wachtel, Lorandi y Salazar-Soler afirman que su interés por las relaciones económicas fue influenciado por su formación marxista, interesado por el sometimiento económico de poblaciones dominadas por el Estado supraétnico que acumulaba excedentes. De esa forma, dicen los autores, Murra cambia el foco de análises, generalmetne puesto en Cuzco, con foco en las relaciones entre comunidades y de parentesco, con influencia de Karl Polanyi. Murra explica en el prólogo en español de su trabajo que el maccarthismo lo obligó a abandonar la etnología y trabajar con archivos, pero siempre con interés en la sociedad indígena, contra el Estado. Según este prólogo al libro en su homenaje, tuvo restricciones del gobierno norteamericano para viajar al Perú, pero cuando lo hacía se acercó a fuentes antes no accesibles en su investigación, como las "visitas", con las cuales construye su modelo de "control vertical" o de archipiélagos. Opuesto a publicar en inglés, accedió a publicar inicialmente en castellano para que su trabajo fuera accesible en los Andes. Para esto contó con ayuda de su psicoanalista, Saúl Newton, que financió la traducción.    
Entre sus obras realizadas tanto de forma individual como conjuntas con otros investigadores, están:
- 1943 – Survey and Excavation in Southern Ecuador (Reconocimientos y excavaciones en el sur del Ecuador). Field Museum of Natural History Publication 528, Chicago. Publicado en español en 1982.
- 1946 – The Historic Tribes of Ecuador (Las tribus históricas de Ecuador). Government Printing Office, Washington D. C.
- 1948 – The Cayapa and the Colorado (Los Cayapas y los Colorados). Government Printing Office, Washington D. C.
- 1951 – The Soviet Linguistic Controversy: Traslated from the Soviet Press (La controversia lingüística soviética: Traducido desde la prensa soviética). King Crown Press, Columbia University Slavic Studies, Nueva York.
- 1956 – The Economic Organization of the Inca State (La organización económica del estado inca). Disertación doctoral, Universidad de Chicago.
- 1958 – On Inca Political Structure (En torno a la estructura política de los Incas). University of Texas Press. Publicado en español en 1975. (tesis de doctorado)
- 1958 – Cloth and Its Functions in the Inca State (La vestimenta y su rol en el Estado Inca). Smithsonian Institution Press, Washington D. C.. Publicada en español en 1970.
- 1960 – Rite and Crop in the Inca State (Rito y agricultura en el Estado Inca). Columbia University Press, Nueva York. Publicado en español en 1968.
- 1961 – Guaman Poma de Ayala: A Seventeenth-Century Indian's Account of Andean Civilization (Guamán Pomo de Ayala: Relato de la civilización andina por un indígena del siglo XVII). Natural History. Publicada en español en 2002.
- 1961 – Social Structural and Economic Themes in Andean Ethnohistory (Temas de estructura social y económica en la etnohistoria andina). Anthropological Quarterly. Publicado en español en 1962.
- 1962 – An Archeological "Restudy" of an Andean Ethnohistorical Account (Un "reestudio" arqueológico de un relato etnohsitórico andino). American Antiquity.
- 1964 – Herds and Herders in the Inca State (Rebaños y pastores en la economía del Tawantisuyu). American Association for the Advancement of Science, Washington D. C.
- 1966 – New Data on Retainer and Servile Populations in Tawantisuyu (Nueva información sobre las poblaciones Yana en el Tawantisuyu). Sevilla.
- 1966 – The Inca Bridges in the Huanuco Region (Puentes incaicos en la región de Huánuco Pampa). Universidad Nacional Hermilio Valdizán, Facultad de Letras y Educación, Huánuco, Perú.
- 1967 – Visita de la Provincia de León de Huánuco en 1562. Universidad Nacional Hermilio Valdizán, Facultad de Letras y Educación, Huánuco, Perú.
- 1968 – An Aymara Kingdom in 1567 (Un reino aymara en 1567).
- 1968 – Current Research and Prospects in Andean Ethnohistory (Perspectivas e investigaciones actuales en etnohistoria andina). Revista del Museo Nacional.
- 1970 – Información etnológica e histórica adicional sobre el reino de Lupaqa. Historia y Cultura, Lima.
- 1972 – El control vertical de un máximo de pisos ecológicos en la economía de las sociedades andinas. Universidad Nacional Hermilio Valdizán, Huánuco, Perú.
- 1974 – Las etnocategorías de un quipu estatal. Instituto Indigenista Interamericano, México.
- 1975 – Formaciones económicas y políticas del mundo andino. Instituto de Estudios Peruanos, Lima.
- 1975 – Las autoridades étnicas tradicionales en el Alto Huallaga.
- 1976 – Los límites y las limitaciones del "Archipiélago Vertical" en los Andes. Universidad del Norte, Antofagasta, Chile.
- 1978 – Aymara Lords and their European Agent in Potosí (Señoríos aymarás y sus agentes europeos en Potosí). Nova América.
- 1978 – The Expansion of the Inka State: Armies, War, and Rebellions (La expansión del estado inca: ejércitos, guerras y rebeliones).
- 1978 – Los olleros del inca: Hacia una historia y arqueología del Collasuyo. Pontificia Universidad Católica del Perú, Fondo Editorial, Lima.
- 1978 – Anthropological History of Andean Polities (Historia antropológica de los estados andinos).
- 1979 – Derecho a las tierras en el Tawantisuyu. Revista de la Universidad Complutense.
- 1982 – The Mit'a Obligations of Ethnic Groups to the Inka State (La mita al Tawantisuyu: prestaciones de los grupos étnicos). Academic Press, Nueva York.
- 1982 – El tráfico de mullo en la costa del Pacífico. Escuela Superior Politécnica del Litoral, Guayaquil, Ecuador.
- 1984 – The Cultural Future of the Andean Majority (El futuro cultural de la mayoría andina). American Ethnological Society, Washington D. C.
- 1985 – Andean Societies before 1532 (Sociedades andinas antes de 1532). Cambridge University Press.
- 1986 – Notes on Pre-Columbian Cultivation of Coca Leaf (Notas sobre el cultivo precolombino de la hoja de coca). Nueva York.
- 1987 – La teoría de la complementariedad vertical eco-simbiótica. Hisbol, Series Breves Biblioteca de Bolsillo 2, La Paz.
- 1988 – El aymará libre de ayer. Alianza Editorial, Madrid.
- 1989 – High Altitude Andean Societies and their Economies (La sociedades andinas de mayor altitud y sus economías). Blackwell, Oxford y Nueva York.
- 1991 – Visita de los valles de Sonqo en las Yunkas de Coca de La Paz (1568-1570). Instituto de Cooperación Iberoamericana, Madrid.
- 1991 – Did Tribute and Markets Prevail in the Andes before the European Invasion? (¿Los tributos y los mercados prevalecieron en los Andes, previo a la invasión europea?). Duke University Press, Durham, Carolina del Norte.
- 1996 – Las Cartas de Arguedas. Pontificia Universidad Católica de Perú, Lima.
- 1997 – Litigation over the Rights of "Natural Lords" in Early Colonial Courts in the Andes (Litigio sobre los derechos de los "Señores Naturales" en las primeras cortes coloniales de los Andes). Dumbarton Oaks Research Library and Collection, Washington D. C.
- 1999 – El Tawantisuyu. Editorial Trotta, Madrid y Ediciones Unesco, París.
- 2002 – El mundo andino: Población, medio ambiente y economía. Pontificia Universidad Católica de Perú, Fondo Editorial e Instituto de Estudios Peruanos (Historia Andina 24), Lima.